# بوني غينسبورغ
بوني غينسبورغ (بالعبرية: בוני גינצבורג‏) هو لاعب كرة قدم إسرائيلي في مركز حراسة المرمى، ولد في 12 ديسمبر 1964 في تل أبيب في إسرائيل. شارك مع منتخب إسرائيل لكرة القدم. أما مع النوادي، فقد لعب مع بيتار القدس ومكابي بتاح تكفا ومكابي حيفا ونادي بني يهودا تل أبيب ونادي رينجرز ونادي مكابي تل أبيب.

## وصلات خارجية
- بوني غينسبورغ على موقع قاعدة بيانات كرة القدم.إي يو (الإنجليزية)
- بوني غينسبورغ على موقع ناشيونال فوتبول تيمز (الإنجليزية)